# Saint-Maurice-sur-Eygues
Pour les articles homonymes, voir Saint-Maurice.
Pour le vin, voir saint-maurice-sur-eygues (AOC).
Saint-Maurice-sur-Eygues est une commune française située dans le département de la Drôme en région Auvergne-Rhône-Alpes.

## Géographie

### Localisation
Saint-Maurice-sur-Eygues est à 12 km de Nyons, 16 km de Vaison-la-Romaine et 18 km de Valréas.

### Relief et géologie
Sites particuliers :
- Combe Boutin,
- Combe Bravet,
- Combe du Rieu.

### Hydrographie
La commune est arrosée par les cours d'eau suivants :
- l'Eygues ;
- le Canal du Moulin.

### Climat
Pour des articles plus généraux, voir Climat d'Auvergne-Rhône-Alpes et Climat de la Drôme.
En 2010, le climat de la commune est de type climat méditerranéen altéré, selon une étude du Centre national de la recherche scientifique s'appuyant sur une série de données couvrant la période 1971-2000. En 2020, Météo-France publie une typologie des climats de la France métropolitaine dans laquelle la commune est dans une zone de transition entre le climat de montagne et le climat méditerranéen et est dans la région climatique  Provence, Languedoc-Roussillon, caractérisée par une pluviométrie faible en été, un très bon ensoleillement (2 600 h/an), un été chaud (21,5 °C), un air très sec en été, sec en toutes saisons, des vents forts (fréquence de 40 à 50 % de vents > 5 m/s) et peu de brouillards. 
Pour la période 1971-2000, la température annuelle moyenne est de 13,6 °C, avec une amplitude thermique annuelle de 17,3 °C. Le cumul annuel moyen de précipitations est de 790 mm, avec 6,1 jours de précipitations en janvier et 3,3 jours en juillet. Pour la période 1991-2020, la température moyenne annuelle observée sur la station météorologique de Météo-France la plus proche, « Visan », sur la commune de Visan à 5 km à vol d'oiseau, est de 14,2 °C et le cumul annuel moyen de précipitations est de 772,7 mm,. Pour l'avenir, les paramètres climatiques de la commune estimés pour 2050 selon différents scénarios d'émission de gaz à effet de serre sont consultables sur un site dédié publié par Météo-France en novembre 2022.

## Urbanisme

### Typologie
Au 1er janvier 2024, Saint-Maurice-sur-Eygues est catégorisée bourg rural, selon la nouvelle grille communale de densité à 7 niveaux définie par l'Insee en 2022.
Elle est située hors unité urbaine et hors attraction des villes,.

### Occupation des sols
L'occupation des sols de la commune, telle qu'elle ressort de la base de données européenne d’occupation biophysique des sols Corine Land Cover (CLC), est marquée par l'importance des territoires agricoles (84,2 % en 2018), une proportion sensiblement équivalente à celle de 1990 (84,7 %). La répartition détaillée en 2018 est la suivante : cultures permanentes (80,9 %), forêts (7,8 %), espaces ouverts, sans ou avec peu de végétation (4,7 %), zones urbanisées (3,3 %), zones agricoles hétérogènes (3,2 %). L'évolution de l'occupation des sols de la commune et de ses infrastructures peut être observée sur les différentes représentations cartographiques du territoire : la carte de Cassini (XVIIIe siècle), la carte d'état-major (1820-1866) et les cartes ou photos aériennes de l'IGN pour la période actuelle (1950 à aujourd'hui).

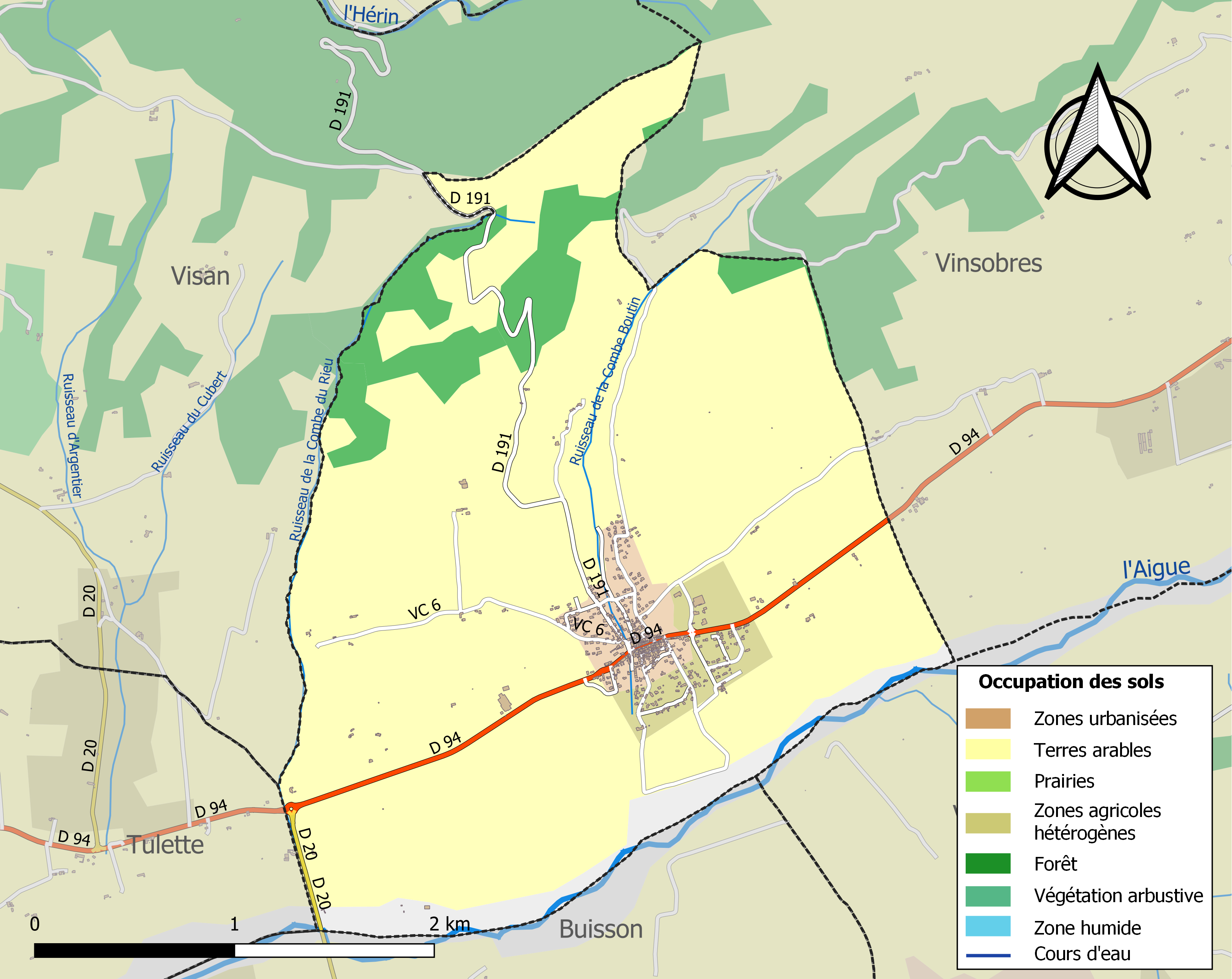
Carte des infrastructures et de l'occupation des sols de la commune en 2018 (CLC).

### Morphologie urbaine

#### Quartiers, hameaux et lieux-dits
Site Géoportail (carte IGN) :
- Ancienne carrière
- Bouchet
- Eutrope
- Grand Verger
- la Biblanche
- la Garenne
- la Grande Grange
- le Jas
- les Basses Routes
- les Civadières
- les Combes
- les Olagnons
- les Ramières
- Notre-Dame de Bonne Rencontre
- Ode
- Sainte-Anne

### Voies de communication et transports
La commune est desservie par la route départementale D 94.

## Toponymie

### Attestations
- 1221 : de Sancto Mauricio (cartulaire des Templiers, 121)[13].
- 1280 : mention du mandement : mandamentum quod vulgariter appellatur tenementum Sancti Mauricii (Inventaire des dauphins, 223)[13].
- 1283 : bastida Sancti Maurisii (Inventaire des dauphins, 258)[13].
- 1400 : Sainct Maurice (choix de documents, 235)[13].
- 1422 : Sainct Moris ès Baronnies (choix de documents, 389)[13].
- 1585 : Sainct Morice (correspondance de Lesdiguières, III, 18)[13].
- (non daté) : Saint-Maurice-Belle-Fontaine (jusqu'à la Révolution)[14].
- 1793 : Maurice-Belle-Fontaine [appellation révolutionnaire][13].
- 1891 : Saint-Maurice, commune du canton de Nyons[13].
- (non daté)[réf. nécessaire] : Saint-Maurice-sur-l'Eygues.

## Histoire

### Antiquité: les Gallo-romains
Au cours du XIXe siècle, des fouilles ont mis au jour les preuves de l'existence d’un habitat gallo-romain (poteries, amphores, vases, pièces de monnaie, statues)[réf. nécessaire].

### Du Moyen Âge à la Révolution
La seigneurie :

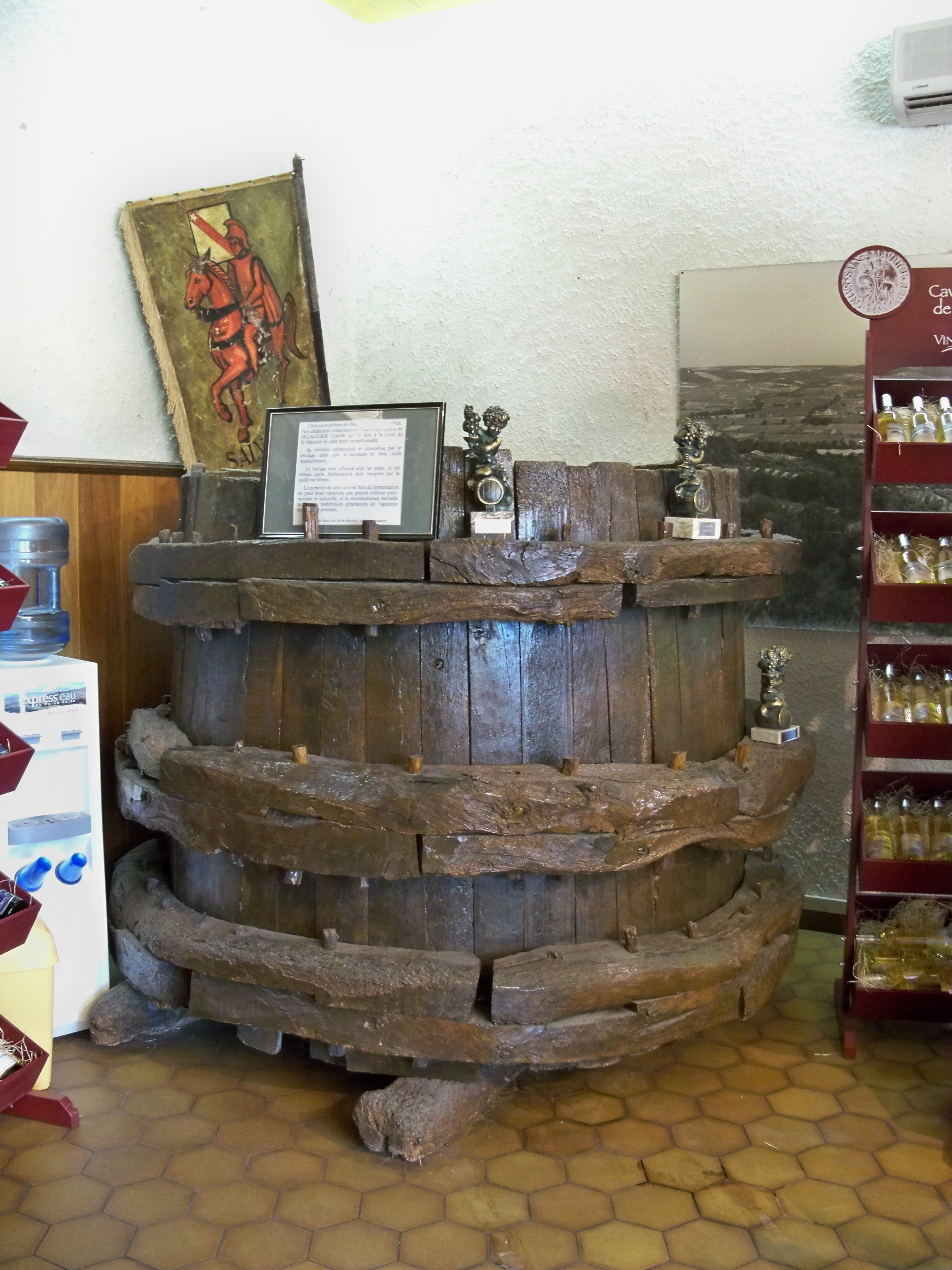
Tonneau du XIIIe siècle (cave des vignerons de Saint-Maurice-sur-Eygues).

- Au point de vue féodal, Saint-Maurice était une terre (ou seigneurie) du fief des barons de Montauban et de l'arrière-fief des papes [d'Avignon].
- Une partie de la terre appartient à l'ordre de Saint-Jean de Jérusalem (qui y posséderont encore une commanderie au XIVe siècle, unie par la suite à celle d'Orange).
- Une autre partie appartient aux Coard.
- Une dernière partie appartient aux Pelfel.
- 1277 : la part des Coard passe aux Gusans.
- 1280 : la part des Pelfel passe aux Mévouillon.
- Les parts des Gusans et des Mévouillon sont recouvrées par les dauphins, héritiers des Montauban.
- 1333 : les dauphins donnent une charte de libertés aux habitants.
- 1340 : les dauphins gratifient Guillaume Catalan, neveu du pape Benoît XII.
- Les dauphins recouvrent la terre. Elle redevient domaniale.
- 1422 : elle est vendue (sous faculté de rachat) aux Eurre.
- Les Eurres acquièrent la part des chevaliers de Saint-Jean de Jérusalem. La terre est unifiée.
- XVIIIe siècle : la terre passe aux Castellanne, derniers seigneurs.

Une pièce unique dans la vallée du Rhône est actuellement entreposée dans la cave des vignerons de Saint-Maurice. C'est un tonneau qui a été daté du XIIIe siècle. Cerclé et clavelé par des pièces de bois taillées à la main, il a servi de cuve de fermentation, sa partie sommitale ouverte permettant le foulage aux pieds.

Au cours du XIVe siècle, le vignoble avait pris une telle importance qu'en 1333, une [charte accorda des libertés aux villageois en contrepartie de droits féodaux sur la vigne et le vin[réf. nécessaire].
La renommée de ce vignoble perdure. En 1713, le marquis de la Charce, gouverneur du Nyonsais, vantait les mérites de ses vins[réf. nécessaire].
Avant 1790, Saint-Maurice était une communauté de l'élection de Montélimar, de la subdélégation de Saint-Paul-Trois-Châteaux et dû bailliage de Buis-les-Baronnies.

Elle formait une paroisse du diocèse de Vaison, dont l'église était celle d'un prieuré séculier et dont les dîmes appartenaient au prieur.

### De la Révolution à nos jours
En 1790, la commune est comprise en dans le canton de Vinsobres. La réorganisation de l'an VIII (1799-1800) la place dans celui de Nyons.
En 1953, le terroir de Saint-Maurice est classé en côtes-du-rhône puis, en 1967, en côtes-du-rhône villages avec le nom de la commune[réf. nécessaire].

## Politique et administration

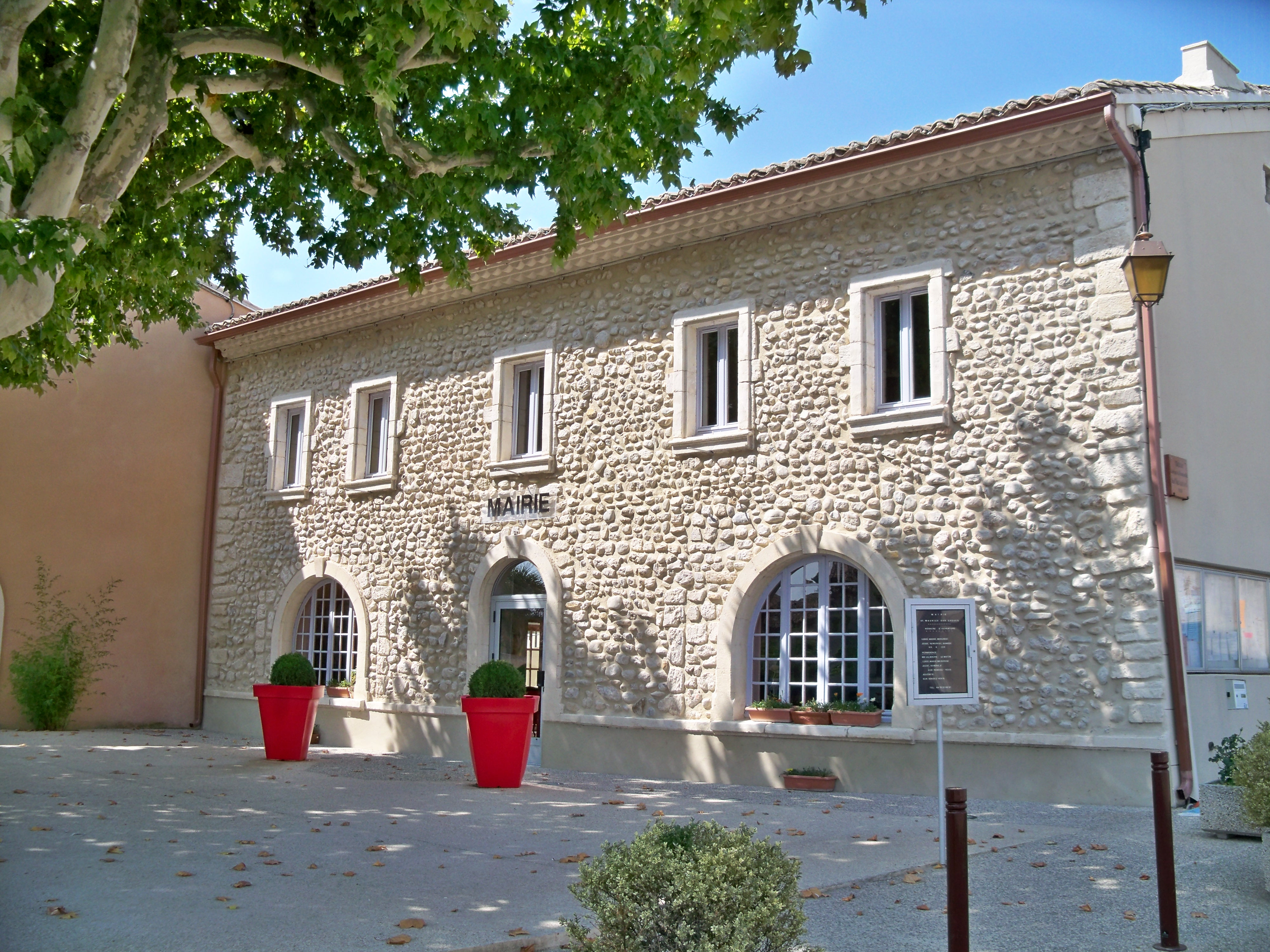
Mairie de Saint-Maurice-sur-Eygues.

### Liste des maires
| Période                                                                      | Période                        | Identité                         | Étiquette | Qualité       |
| ---------------------------------------------------------------------------- | ------------------------------ | -------------------------------- | --------- | ------------- |
| Les données manquantes sont à compléter. : de la Révolution au Second Empire |                                |                                  |           |               |
| 1790                                                                         | 1871                           | ?                                |           |               |
| Les données manquantes sont à compléter. : depuis la fin du Second Empire    |                                |                                  |           |               |
| 1871                                                                         | 1874                           | ?                                |           |               |
| 1874                                                                         | 1878                           | ?                                |           |               |
| 1878                                                                         | 1884                           | ?                                |           |               |
| 1884                                                                         | 1888                           | ?                                |           |               |
| 1888                                                                         | 1892                           | ?                                |           |               |
| 1892                                                                         | 1896                           | ?                                |           |               |
| 1896                                                                         | 1900                           | ?                                |           |               |
| 1900                                                                         | 1904                           | ?                                |           |               |
| 1904                                                                         | 1908                           | ?                                |           |               |
| 1908                                                                         | 1912                           | ?                                |           |               |
| 1912                                                                         | 1919                           | ?                                |           |               |
| 1919                                                                         | 1925                           | ?                                |           |               |
| 1925                                                                         | 1929                           | ?                                |           |               |
| 1929                                                                         | 1935                           | ?                                |           |               |
| 1935                                                                         | 1945                           | ?                                |           |               |
| 1945                                                                         | 1947                           | ?                                |           |               |
| 1947                                                                         | 1953                           | ?                                |           |               |
| 1953                                                                         | 1959                           | ?                                |           |               |
| 1959                                                                         | 1965                           | ?                                |           |               |
| 1965                                                                         | 1971                           | ?                                |           |               |
| 1971                                                                         | 1977                           | ?                                |           |               |
| 1977                                                                         | 1983                           | ?                                |           |               |
| 1983                                                                         | 1989                           | Charles Ruat                     |           |               |
| 1989                                                                         | 1995                           | Jean Garcia                      | PS        | retraité      |
| 1995                                                                         | 2001                           | Jean Garcia                      |           | maire sortant |
| 2001                                                                         | 2008                           | Jean Garcia                      |           | maire sortant |
| 2008                                                                         | 2014                           | Jean Garcia                      |           | maire sortant |
| 2014                                                                         | 2020                           | Jean Garcia                      |           | maire sortant |
| 2020                                                                         | En cours (au 23 novembre 2020) | Jean Garcia[source insuffisante] | PS        | maire sortant |

### Politique environnementale
La commune dispose d'une station d'épuration.

## Population et société

### Démographie
L'évolution du nombre d'habitants est connue à travers les recensements de la population effectués dans la commune depuis 1793. Pour les communes de moins de 10 000 habitants, une enquête de recensement portant sur toute la population est réalisée tous les cinq ans, les populations de référence des années intermédiaires étant quant à elles estimées par interpolation ou extrapolation. Pour la commune, le premier recensement exhaustif entrant dans le cadre du nouveau dispositif a été réalisé en 2008.

En 2022, la commune comptait 795 habitants, en évolution de +3,11 % par rapport à 2016 (Drôme : +2,64 %, France hors Mayotte : +2,11 %).
| 1793 | 1800 | 1806 | 1821 | 1831 | 1836 | 1841 | 1846 | 1851 |
| ---- | ---- | ---- | ---- | ---- | ---- | ---- | ---- | ---- |
| 475  | 472  | 475  | 589  | 577  | 625  | 657  | 680  | 680  |

| 1856 | 1861 | 1866 | 1872 | 1876 | 1881 | 1886 | 1891 | 1896 |
| ---- | ---- | ---- | ---- | ---- | ---- | ---- | ---- | ---- |
| 658  | 685  | 662  | 613  | 586  | 592  | 545  | 529  | 504  |

| 1901 | 1906 | 1911 | 1921 | 1926 | 1931 | 1936 | 1946 | 1954 |
| ---- | ---- | ---- | ---- | ---- | ---- | ---- | ---- | ---- |
| 506  | 470  | 435  | 401  | 403  | 357  | 349  | 386  | 360  |

| 1962 | 1968 | 1975 | 1982 | 1990 | 1999 | 2006 | 2008 | 2013 |
| ---- | ---- | ---- | ---- | ---- | ---- | ---- | ---- | ---- |
| 351  | 352  | 345  | 439  | 484  | 543  | 618  | 639  | 719  |

| 2018 | 2022 | - | - | - | - | - | - | - |
| ---- | ---- | - | - | - | - | - | - | - |
| 792  | 795  | - | - | - | - | - | - | - |

### Enseignement
La commune relève de l'académie de Grenoble.

### Manifestations culturelles et festivités
- Fête patronale : l'avant-dernier dimanche d'août[14].

## Économie

### Agriculture

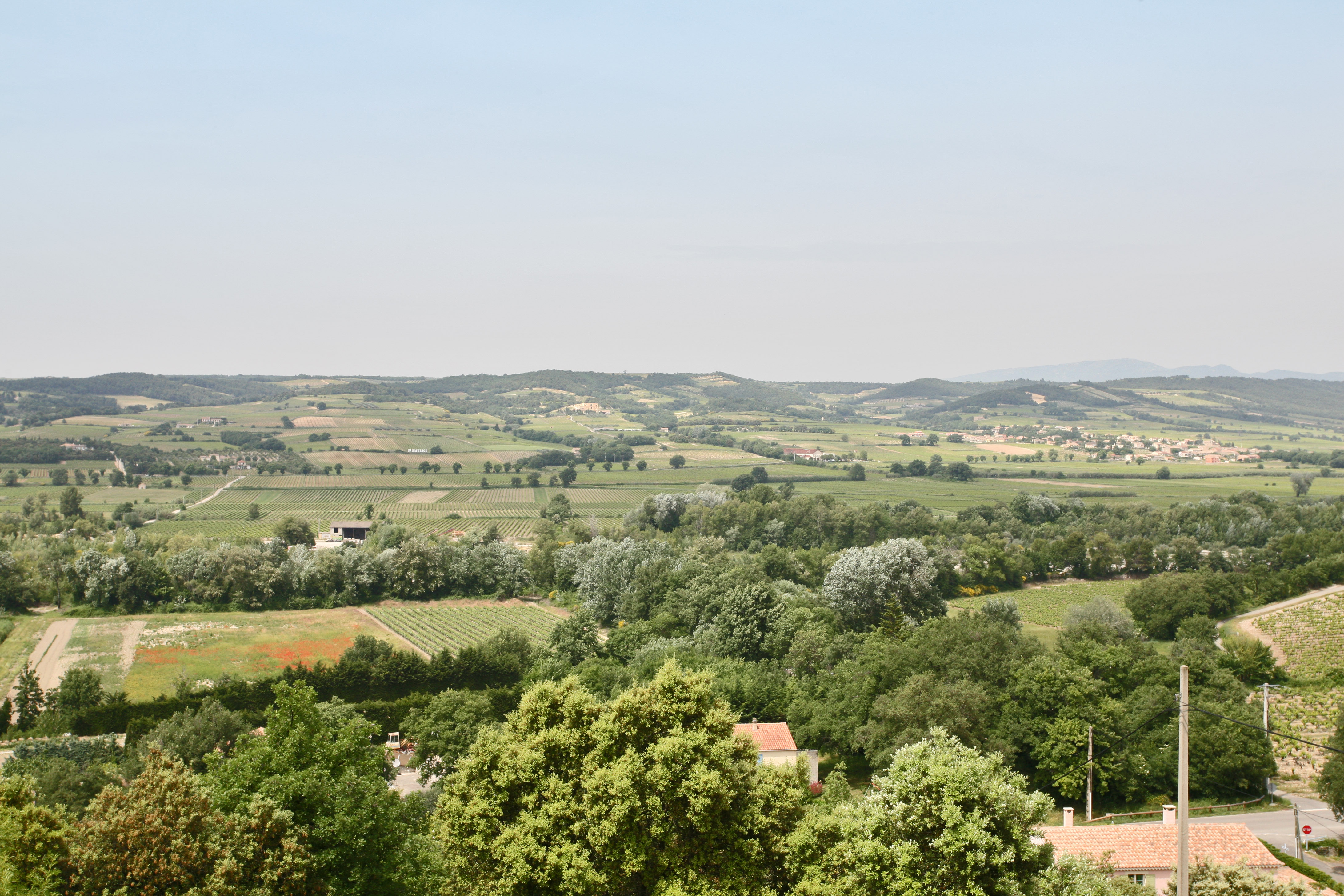
La vigne est relativement présente (vue depuis Buisson (Vaucluse)).

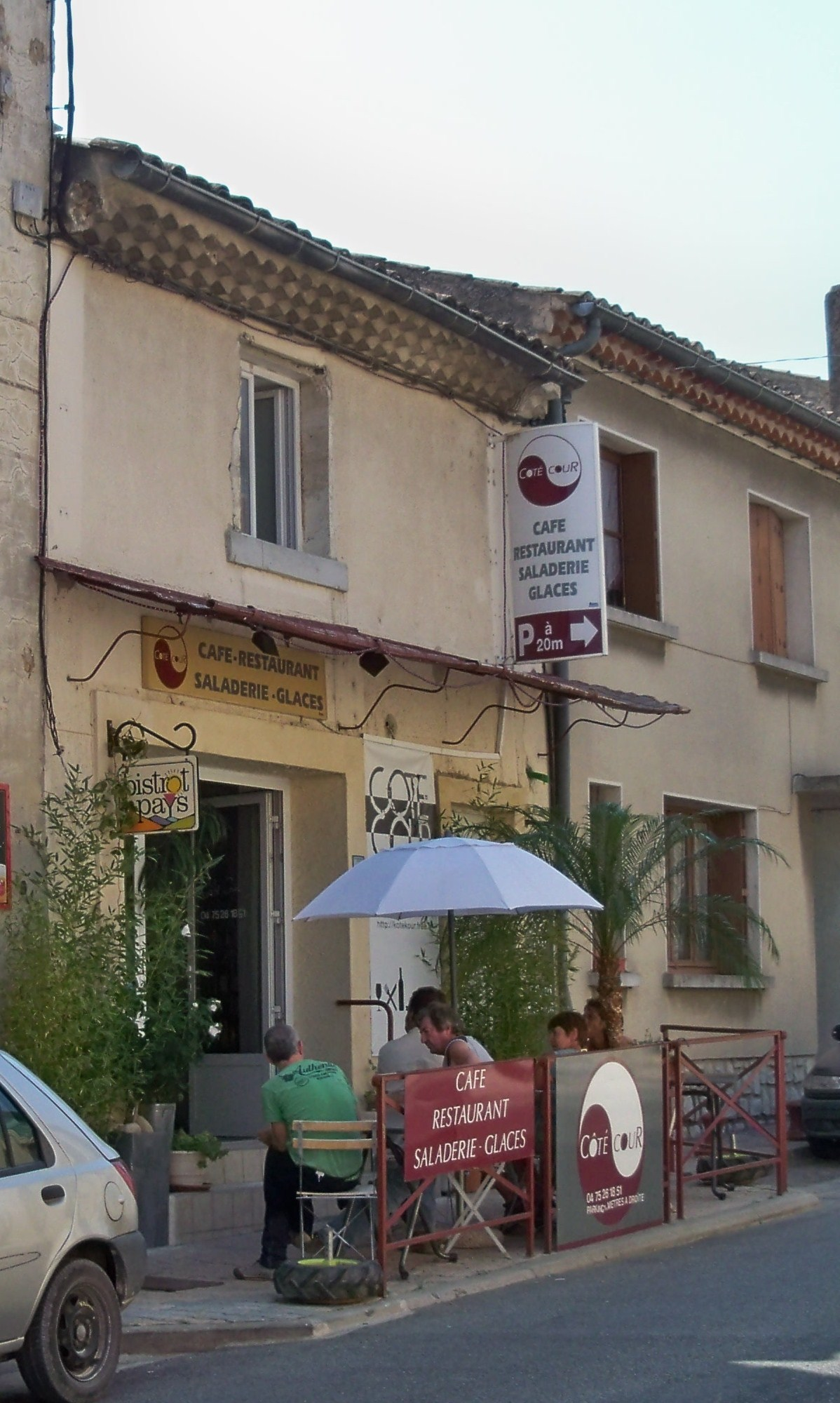
Bistrot de Pays de Saint-Maurice.

En 1992 : vignes (côtes-du-rhône-village, cave coopérative), oliviers, abricotiers.
- Marché : tous les vendredis[14].

Saint-Maurice est connu pour son vignoble, avec notamment la cave coopérative de Saint-Maurice et le domaine Viret. Les vignerons de la commune sont représentés au sein de la commanderie des Costes du Rhône, confrérie bachique, qui tient ses assises au château de Suze-la-Rousse, siège de l'Université du vin[réf. nécessaire].
La commune fait partie de la zone d'appellation de l'huile d'olive de Nyons[réf. nécessaire].
Le village est également un lieu de production de la croquette de Vinsobres[réf. nécessaire].

## Culture locale et patrimoine

### Lieux et monuments
- Le château du XIVe siècle domine le village[réf. nécessaire].
- Fontaine[14].
- Église Saint-Maurice de Saint-Maurice-sur-Eygues du XIXe siècle[14].

### Héraldique, logotype et devise
| Blason | Blasonnement : D'azur au cavalier d’argent, vêtu de gueules, avec une cape d'or, tenant un écu du même à la bande de sable, sur un cheval contourné d'argent. |